# Serhij Kapełuś
Serhij Jurijowycz Kapełuś (ukr. Сергій Юрійович Капелусь, ur. 22 października 1982 roku we Lwowie) – ukraiński siatkarz, reprezentant kraju, grający na pozycji przyjmującego.
Jego syn Dmytro, również jest siatkarzem. Od sezonu 2024/2025 jest zawodnikiem II-ligowego klubu Agencja Inwestycyjna Stilon Gorzów Wielkopolski.

## Kariera siatkarska
Karierę rozpoczynał w rodzimym kraju. Od sezonu 2008/2009 do sezonu 2012/2013 występował na parkietach PlusLigi, kiedy to trafił najpierw do AZS-u Politechniki Warszawskiej, a w latach 2011 do 2013 występował w drużynie ZAKSA Kędzierzyn-Koźle. Na parkiety Plusligi powrócił po rocznym pobycie w Łokomotywie Charków. Od sezonu 2014/2015 grał w BBTS-ie Bielsko-Biała. Od 2016 roku do końca sezonu 2017/2018 był zawodnikiem GKS-u Katowice. Kolejny sezon spędził w AZS-ie Olsztyn. W 2019 roku ponownie został zawodnikiem BBTS-u Bielsko-Biała. W sezonie 2021/2022 wraz z bielskim klubem wywalczył awans do PlusLigi. Karierę sportową zakończył w maju 2022 roku. 

### Sukcesy
Liga ukraińska:
- 2014
- 2005
- 2004, 2006

Puchar Ukrainy:
- 2005, 2013

Liga polska:
- 2013
- 2012

Puchar Polski:
- 2013

I liga polska:
- 2022
- 2021

## Kariera trenerska
Przed sezonem 2022/2023 został asystentem trenera Harry'ego Brokkinga w BBTS-ie Bielsko-Biała, jednak klubowi nie udało się utrzymać w PlusLidze.

### Sukcesy
I liga polska:
- 2024[9]